# 大報恩寺
大報恩寺（だいほうおんじ）は、京都市上京区にある真言宗智山派の寺院。山号は瑞応山（ずいおうざん）。本尊は釈迦如来。千本釈迦堂と通称される。霊宝殿は新西国三十三箇所第16番札所で本尊は六観音である。おかめの物語や、12月の風物詩である大根焚きで知られる。また、智積院能化の隠居所として護持された。

## 歴史
鎌倉時代初期の承久3年（1221年）、求法上人義空によって創建された。義空は藤原秀衡の孫で、比叡山で修行の後、当寺を建立した。室町時代の勧進状によれば、「猫間中納言」と呼ばれた藤原光隆の従者であった岸高なる人物が境内地を寄進したという。当初は草堂であったが、摂津国尼崎の材木商から寄進を受けて現存する本堂が完成した。1951年（昭和26年）、本堂解体修理時に発見された義空の願文により、本堂は安貞元年（1227年）の上棟であることが判明している。『徒然草』228段には「千本の釈迦念仏は文永の比（ころ）如輪上人これを始められけり」と、当寺に言及されている（文永は1264年 - 1275年）。
本堂の建立に関して大工の妻の「おかめ」に関する伝説が伝えられている（後述）。倶舎（くしゃ）・天台・真言の三宗兼学を朝廷より許された。この本堂は応仁・文明の乱にも焼けることはなかった創建当時のもので、洛中最古の現存建造物で国宝となっている（「京都市内」最古の建造物は醍醐寺五重塔）。
大報恩寺には近隣の北野社（北野天満宮）境内にあった「北野経王堂」の遺物も保管されている。足利義満は明徳の乱（山名氏清の乱）の戦没者と氏清を悼んで、乱の翌年の明徳3年（1392年）、法華経一万部を読誦する北野万部経会を創始し、応永8年（1401年）に北野経王堂願成就寺を建立した。
経王堂は文安元年（1444年）の文安の麹騒動で北野社と共に焼け落ちたが、慶長10年（1605年）に豊臣秀頼が片桐且元を奉行として北野社を復興した際に、共に再建されている。しかし、寛文11年（1671年）には老朽化のために規模を縮小されて改築されている。さらに、明治時代となって神仏分離令が出されると、北野天満宮にある仏堂は解体されていき、経王堂は当寺に観音堂として再び規模を縮小して移築された。経蔵に伝来した一切経、傅大士（ふだいし）及二童子像、鼉太鼓縁などは大報恩寺に保管されている。

## おかめの物語

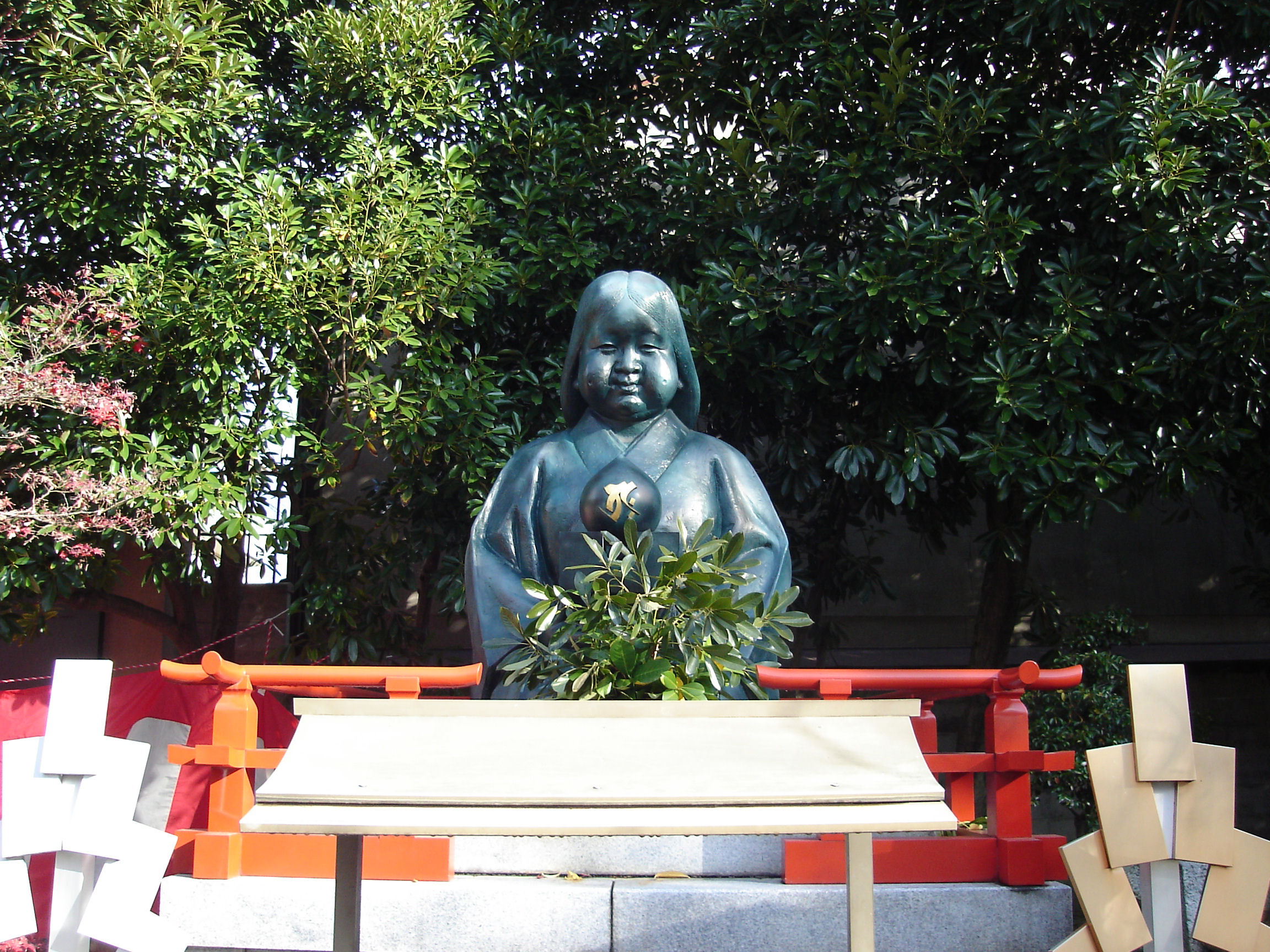
おかめ像

本堂を造営する際、大工の棟梁であった長井飛騨守高次が代りのない柱の寸法を切り誤ってしまい困っていた。それを見た妻のおかめが斗組を用いたらどうかとひと言アドバイスし、その結果無事に竣工させることができた。しかしおかめは女の提案で大任を果たしたことが知れてはと上棟式を待たずに自害してしまった。高次は妻の冥福を祈り宝篋印塔（おかめ塚）を建て、おかめの名にちなんだ福面を付けた扇御幣を飾ったとされる。その後、大工の信仰を得るようになり今日でも上棟式にはお多福の面を着けた御幣が飾られている。度重なる戦乱にも残った本堂とも結びつき厄除、招福のおかめ信仰につながっている。

## 境内

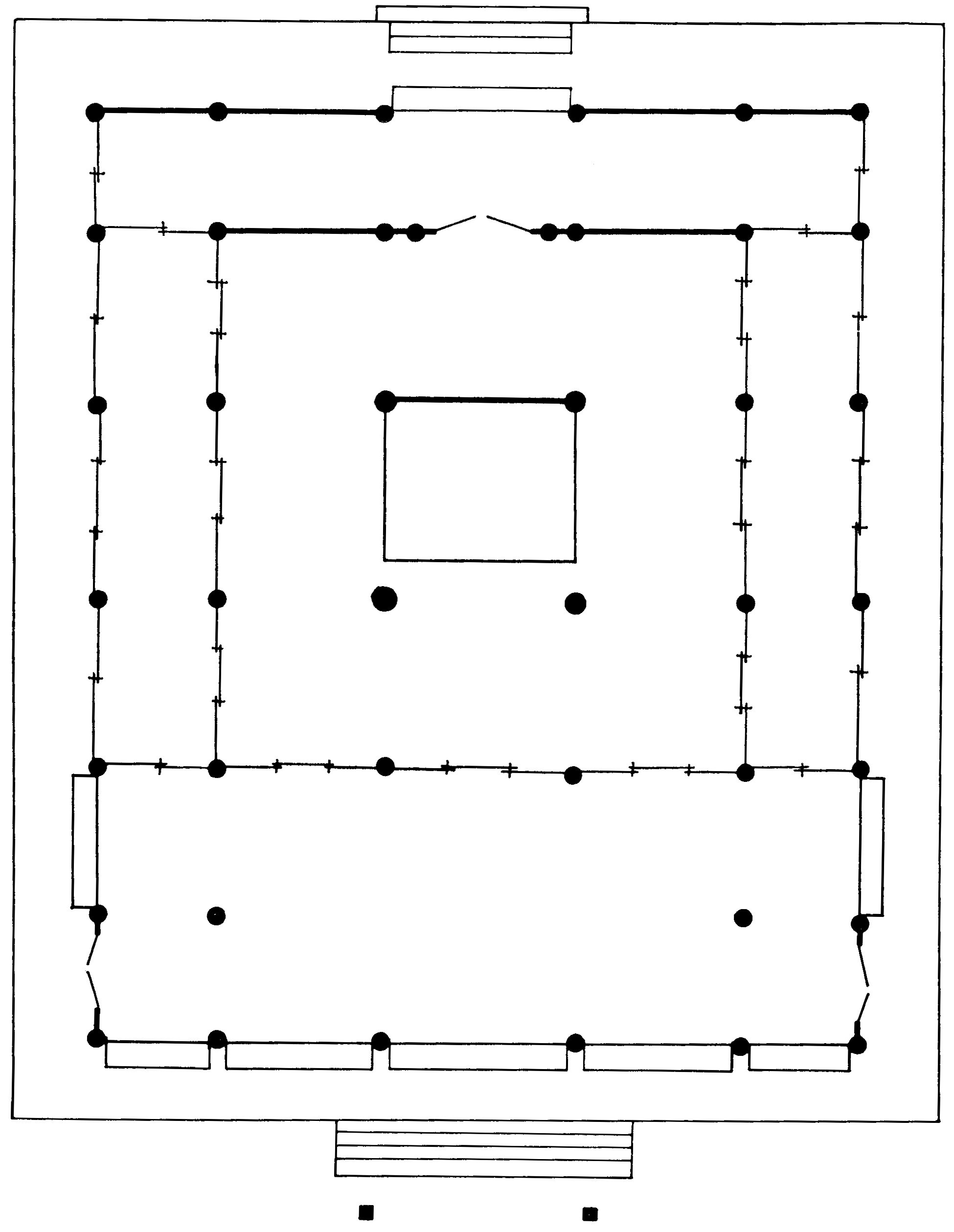
本堂平面図

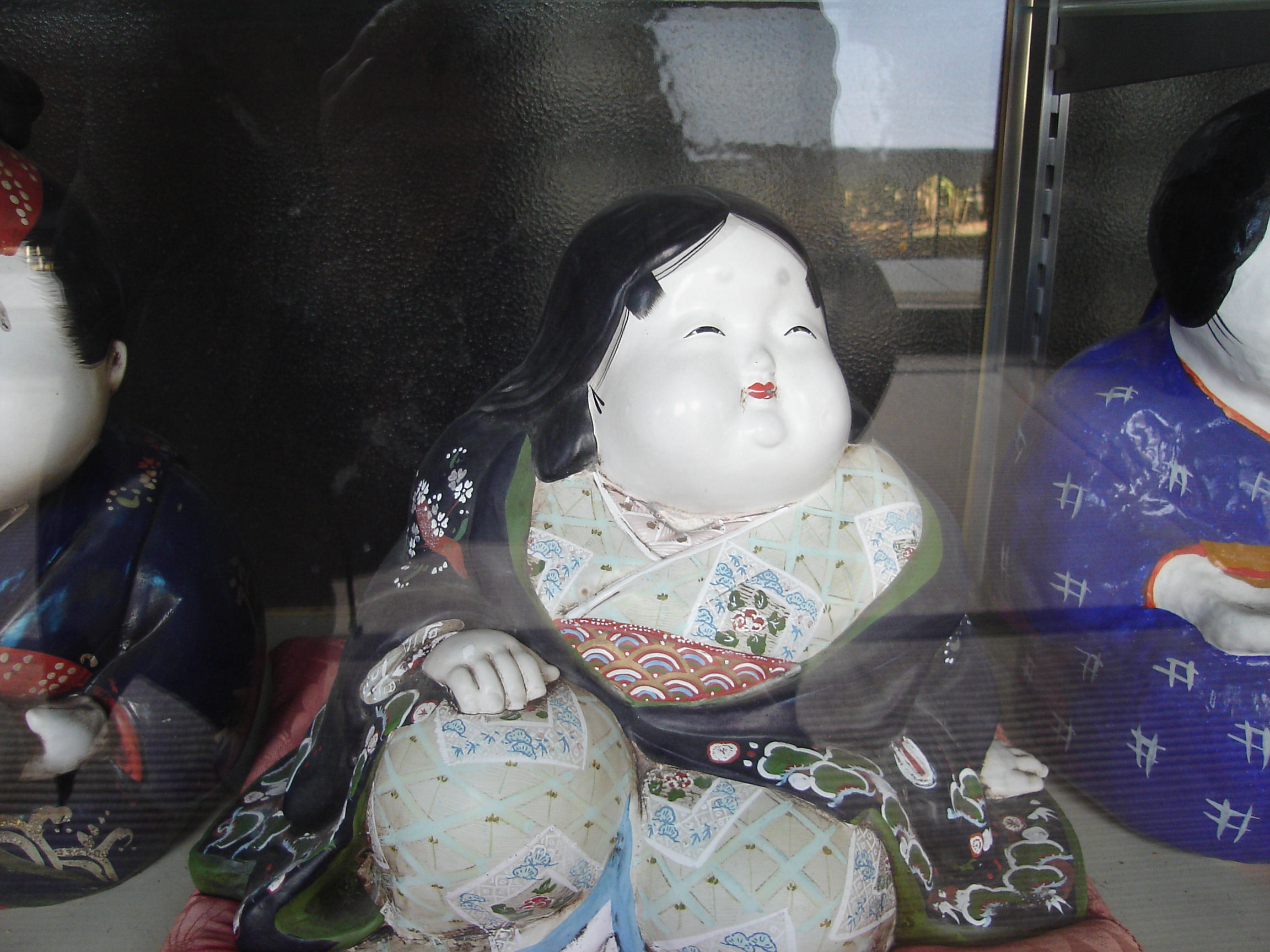
釈迦堂内の多数の面、人形の一つ

- 本堂（国宝） - 入母屋造、檜皮葺。桁行（正面）五間、梁行（側面）六間で、正面に一間の向拝を設ける（「間」は長さの単位ではなく、柱間の数を指す）。安貞元年（1227年）の上棟。京都市内では数少ない中世建築で、洛中[注釈 2]では現存最古の建物である。堂正面は五間とも蔀戸を構え、側面は手前の一間を両開戸、次の間を蔀戸、後寄りの四間を引違い戸とする。平面構成は、方三間の内陣の前方に梁間二間の庇（外陣）を付け、内陣の側面と背面には一間幅の庇を付す。内陣は中央の方一間を四天柱で囲まれた内々陣とし、ここに須弥壇を設け、本尊の釈迦如来坐像を安置する厨子を置く。一般的な密教仏堂の平面と異なり、本尊の周囲を行道できる常行堂系の平面となっている[5]。
- 庫裏
- 霊宝殿 - 本堂の西側奥に建つ。本尊釈迦如来坐像以外の国宝・重要文化財の仏像はここに安置されている。また、新西国三十三箇所第16番札所で六観音を祀る。
  - 木造十大弟子立像 10躯（重要文化財）（附：像内納入品） - 釈迦の高弟10人の像で、10躯完存する。像高94.4 - 98.0センチメートル。銘記により、建保6年（1218年）から承久2年（1220年）にかけて快慶一門により制作されたことが判明する。目犍連像の足枘及び優婆離像像内に「巧匠法眼快慶」の銘があり、快慶本人が直接担当したのはこれら2躯であるとみられる[6]。
  - 木造六観音像 6躯（国宝）（附：像内納入経） - 肥後別当定慶（康運）作。六観音とは六道輪廻の思想と観音信仰が日本で結びついたもので、六種の観音が六道に迷う衆生を救うとされている。真言宗系の六観音は聖観音（地獄道）、千手観音（餓鬼道）、馬頭観音（畜生道）、十一面観音（阿修羅道）、准胝観音（人道）、如意輪観音（天道）で、大報恩寺には6躯一具が完存している。各像は彩色や漆箔を施さない素地仕上げとし、6躯すべての胎内に各像にゆかりのある経巻が納入されていた。像高は坐像の如意輪観音が96.1センチ、他の5躯（立像）は173.4 - 180.4センチ。この一具は北野経王堂に伝来したもので、准胝観音像内の墨書銘により、貞応3年（1224年）、造仏師肥後別当定慶によって作られたことがわかる。鎌倉時代には「定慶」（じょうけい）という名の仏師が他にもいるが、本群像の作者は「肥後別当定慶」（肥後定慶）と呼ばれ、他に鞍馬寺聖観音立像などの作品が残る。肥後定慶の作風は宋風（中国宋朝美術の様式）の強いもので、准胝観音像の生身の人間を思わせる面相、複雑な髪形、複雑な襞を刻む下半身の衣文などには同人の特色が現れている。一方で、十一面・聖両観音像に着目すると、奈良時代末から平安初期の様式と共通し、規範となる特定の古像が存在した上で、鎌倉時代の様式に基づいて再構成している[7]。准胝観音像以外の5躯については、肥後定慶本人の作ではないとする見方もある[8][9]が、六観音の群像表現は統一性が高く、肥後定慶が全体を統括したとも考えられる。
- 大師堂
- 北野経王堂 - 観音堂とも太子堂とも呼ばれる。元は慶長10年（1605年）に豊臣秀頼が北野社（北野天満宮）に再建した北野経王堂願成就寺。規模縮小の改築が寛文11年（1671年）に行われている。明治時代に現在地に移築された際にも規模縮小の改築が行われた。
- 山名陸奥太守氏清之碑 - 山名矩豊が建立。経王堂の前にある。
- 稲荷社
- おかめ像 - 像は本堂内にもある。本堂内には信者から寄進されたおかめ人形や面も多数展示されている。
- おかめ塚 - おかめの墓。
- 不動明王堂 - 山名氏清と山名宗全の念持仏であった不動明王が祀られている。
- 山門

## 文化財

### 国宝
- 本堂（附：厨子、旧棟木3本、棟札3枚）
- 木造六観音菩薩像 6躯、木造地蔵菩薩立像 1躯（附：六観音像内納入経） - 解説は前出。像内納入品の明細は後出。2024年（令和6年）8月27日に重要文化財の木造六観音菩薩像6躯に木造地蔵菩薩立像1躯を追加して国宝に指定[10]。

### 重要文化財
- 木造釈迦如来坐像（附：天蓋） - 当寺の本尊。鎌倉時代の仏師・快慶の弟子である行快の作（秘仏）。
- 木造十大弟子立像 10躯（附：像内納入品） - 解説は前出。像内納入品の明細は後出。
- 銅造誕生釈迦仏立像
- 木造千手観音立像
- 木造傅大士（ふだいし）及二童子像 3躯 - 北野経王堂の輪蔵（経蔵）に安置されていた像である。応永25年（1418年）、仏師・院隆の作。当初は重要文化財「北野経王堂一切経」の附（つけたり）指定であったが、2004年（平成16年）に彫刻単独の重要文化財となった[11]。
- 鼉太鼓縁 一対
- 北野経王堂一切経 5,048帖（うち補写経232帖）（附：漆塗経箱550函-経王堂覚蔵坊関係文書（9通11巻） - 応永19年（1412年）、覚蔵坊増範という僧の発願で書写された一切経で、書写（版本でない）一切経としては日本史上最後のものといわれている。

## 年中行事
- 節分会 - おかめ節分ともいわれ2月の節分におかめ塚で豆まき、おかめ音頭などが行われる[12]。
- 千本の釈迦念仏 - 遺教経会ともいわれる。二世の如輪により文永年間に始められた。兼好法師の『徒然草』にも記録がある。
- 大根焚き - 12月7日･8日に行なわれる成道会法要。鎌倉時代に、当寺の僧・慈禅が、法要の際に大根の切り口に梵字を書いて息災祈願を行なったのが起源とされる。今日では、この大根を食べると中風など諸病除けになるとされている。

## 前後の札所
新西国三十三箇所
15 誓願寺　-　16 大報恩寺　-　17 楊谷寺
京都十三仏霊場
7 因幡堂平等寺　-　8 大報恩寺　-　9 仁和寺
ぼけ封じ三十三観音
1 今熊野観音寺　-　2 大報恩寺　-　3 慈尊院
ぼけ封じ近畿十楽観音霊場
1 今熊野観音寺　-　2 大報恩寺　-　3 勝龍寺

## アクセス
- 市バス「上七軒」下車、徒歩数分
- 本堂と霊宝殿拝観は有料。